# أوغسطين، ملك الكونغ فو
أوغسطين، ملك الكونغ فو هو فيلم من نوع كوميديا أُصدر في 1999. الفيلم من إخراج آن فونتين، أما السيناريو فكان من كتابة جاك فيشي وآن فونتين وجيل توران ‏.

## طاقم التمثيل
- فاني اردانت
- داري كول
- ماجي تشيونغ
- بولات ديبوست
- باسكال بونتزير
- أندريه دوسولير
- برنار كامبان

## وصلات خارجية
- أوغسطين، ملك الكونغ فو على موقع IMDb (الإنجليزية)
- أوغسطين، ملك الكونغ فو على موقع روتن توميتوز (الإنجليزية)
- أوغسطين، ملك الكونغ فو على موقع ألو سيني (الفرنسية)
- أوغسطين، ملك الكونغ فو على موقع Turner Classic Movies (الإنجليزية)
- أوغسطين، ملك الكونغ فو على موقع فيلمافينيتي (الإسبانية)
- أوغسطين، ملك الكونغ فو على موقع قاعدة بيانات الفيلم (الإنجليزية)
- أوغسطين، ملك الكونغ فو على موقع ليتربوكسد (الإنجليزية)
- أوغسطين، ملك الكونغ فو على موقع كينوبويسك (الروسية)